# Consistoris de Pau VI

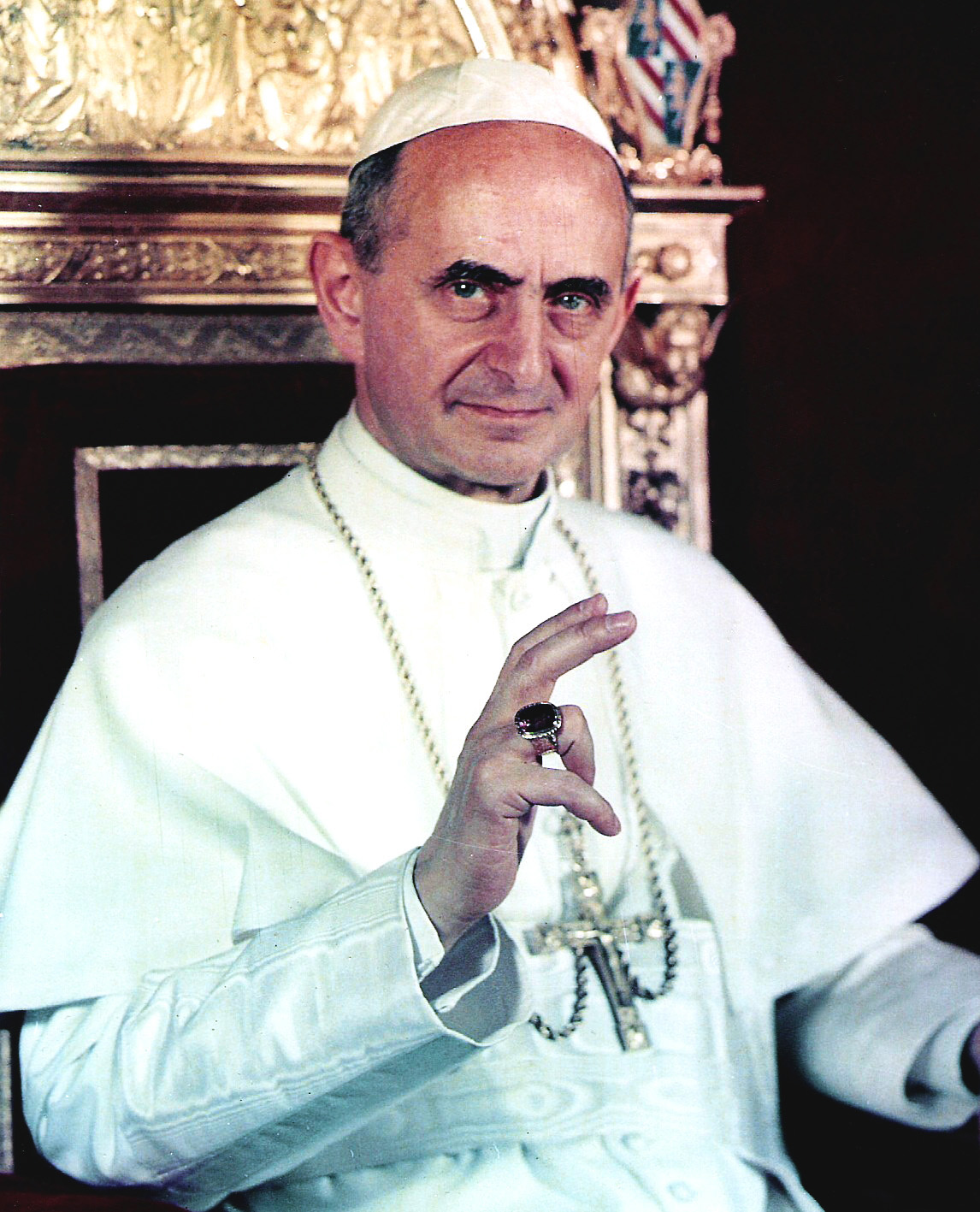
El Papa Pau VI

Aquest article recull l'elenc complert dels consistoris ordinars públics per la creació de nous cardenals presidits pel papa Pau VI, amb la indicació de tots els cardenals creats (143 cardenals, en 6 consistors, provinents de 52 països); entre els que estan els seus tres immediats successors al soli de Pere, els Papes Joan Pau I, Joan Pau II i Benet XVI.
Actualment, dels cardenals creats per Pau VI, a més del papa emèrit Benet XVI, només viu el cardenal no elector Paulo Evaristo Arns, Cardenal Protoprevere de la Santa Església Romana.

## 22 de febrer de 1965
El 22 de febrer de 1965, durant el seu primer consistori, papa Pau VI creà vint-i-set cardenals. La distinció entre els cardenals electors i els no electors encara no estava vigent, sent aquesta establerta pel mateix papa Pau XI el 1970. Els vint-i-set nous purpurats van ser: 
- Maximos IV Saigh, M.S.P., patriarca del Antioquia dels Melquites (Síria); creat cardenal bisbe del mateix títol patriarcal; mort el 5 de novembre de 1967;
- Paul Pierre Méouchi, patriarca d'Antioquia dels Maronites (Líban); creat cardenal bisbe del mateix títol patriarcal; mort l'11 de gener de 1975;
- Stephanos I Sidarouss, C.M., patriarca d'Alexandria dels Coptes (Egipte); creat cardenal bisbe del mateix títol patriarcal; mort el 23 d'agost de 1987;
- Josyp Slipyj, arquebisbe major d'Lviv dels Ucraïnesos (URSS); creat cardenal prevere de Sant'Atanasio; mort el 7 de setembre de 1984;
- Lorenz Jäger, arquebisbe de Paderborn (Rep. Federal Alemanya); creat cardenal prevere de San Leone I; mort l'1 d'abril de 1975;
- Thomas Benjamin Cooray, O.M.I., arquebisbe de Colombo (Ceilan); creat cardenal prevere dei Santi Nereo e Achilleo; mort el 29 d'octubre de 1988;
- Josef Beran, arquebisbe de Praga (Txecoslovàquia); creat cardenal prevere de Santa Croce in Via Flaminia; mort el 17 de maig de 1969;
- Maurice Roy, arquebisbe de Quebec (Canadà); creat cardenal prevere de Nostra Signora del Santissimo Sacramento e Santi Martiri Canadesi; mort el 24 d'octubre de 1985;
- Joseph-Marie-Eugène Martin, arquebisbe de Rouen (França); creat cardenal prevere de Santa Teresa al Corso d'Itàlia; mort el 21 de gener de 1976;
- Owen McCann, arquebisbe de Ciutat del Cap (Sud-àfrica); creat cardenal prevere de Santa Prassede; mort el 26 de març de 1994;
- Léon-Etienne Duval, arquebisbe d'Alger (Algeria); creat cardenal prevere de Santa Balbina; mort el 30 de maig de 1996;
- Ermenegildo Florit, arquebisbe de Florència (Itàlia); creat cardenal prevere de la Regina Apostolorum; mort l'8 de desembre de 1985;
- Franjo Šeper, arquebisbe de Zagreb (Iugoslàvia); creat cardenal prevere de Santi Pietro e Paolo a Via Ostiense; mort el 30 de desembre de 1981;
- John Carmel Heenan, arquebisbe de Westminster (Anglaterra); creat cardenal prevere de San Silvestro in Capite; mort el 7 de novembre de 1975;
- Jean-Marie Villot, arquebisbe de Lió (França); creat cardenal prevere de la Santissima Trinità al Monte Pincio; mort el 9 de març de 1979;
- Paul Zoungrana, M. Afr., arquebisbe d'Ouagadougou (Alto Volta); creat cardenal prevere de San Camillo de Lellis agli Orti Sallustiani; mort el 4 de juny de 2000;
- Lawrence Joseph Shehan, arquebisbe de Baltimore (Estats Units); creat cardenal prevere de San Clemente; mort el 26 d'agost de 1984;
- Enrico Dante, arquebisbe titular de Carpasia, secretari de la Congregació dels Ritus; creat cardenal prevere de Sant'Agata dei Goti (pro illa vice); mort el 24 d'abril de 1967;
- Cesare Zerba, arquebisbe titular de Colossi, secretari de la Congregació per la Disciplina dels Sagraments; creat cardenal prevere (pro illa vice) de Nostra Signora del Sacro Cuore; mort l'11 de juliol de 1973;
- Agnelo Rossi, arquebisbe de Sao Paulo (Brasil); creat cardenal prevere de la Gran Madre di Dio; mort el 21 de maig de 1995;
- Giovanni Colombo, arquebisbe de Milà (Itàlia); creat cardenal prevere de Santi Silvestro e Martino ai Monti; mort el 20 de maig de 1992;
- William John Conway, arquebisbe d'Armagh (Irlanda); creat cardenal prevere de San Patrizio; mort el 17 d'abril de 1977;
- Ángel Herrera Oria, bisbe de Màlaga (Espanya); creat cardenal prevere del Sacro Cuore di Maria; mort el 28 de juliol de 1968;
- Federico Callori di Vignale, arquebisbe titular de Maiuca, mestre de cambra de la Cort Pontifícia; cardenal diaca de San Giovanni Bosco in via Tuscolana; mort el 10 d'agost de 1971
- Joseph-Léon Cardijn, arquebisbe titular de Tusuro, fundador de la Joventut Obrera Cristiana; creat cardenal diaca di San Michele Arcangelo; mort el 25 de juliol de 1967;
- Charles Journet, arquebisbe titular de Forno Minore; creat cardenal diaca de Santa Maria in Portico Campitelli; mort el 15 d'abril de 1975;
- Giulio Bevilacqua, C.Orat., arquebisbe titular de Gaudiaba; creat cardenal diaca de San Girolamo de la Carità; mort el 6 de maig de 1965.

## 26 de juny de 1967
El 26 de juny de 1967, durant el seu segon consistori, el papa Pau VI creà vint-i-set cardenals, entre els quals es trobava el futur pontífex Joan Pau II:
- Nicolás Fasolino, arquebisbe de Santa Fe de la Vera Cruz (Argentina); creat cardenal prevere de la Beata Vergine Maria Addolorata a Piazza Buenos Aires; mort el 13 d'agost de 1969;
- Antonio Riberi, arquebisbe titular de Dara, nunci apostòlic a Espanya; creat cardenal prevere (pro illa vice) di San Girolamo de la Carità; mort el 16 de desembre de 1967;
- Giuseppe Beltrami, arquebisbe titular de Damasc, nunci apostòlic als Països Baixos; creat cardenal prevere (pro illa vice) de Santa Maria Liberatrice a Monte Testaccio; mort el 13 de desembre de 1973;
- Alfredo Pacini, arquebisbe titular de Germia, nunci apostòlic a Suïssa; creat cardenal prevere (pro illa vice) dels Santi Angeli Custodi a Città Giardino; mort el 23 de desembre de 1967;
- Gabriel-Marie Garrone, arquebisbe titular de Torri di Numidia, pro-prefecte de la S.C. per a l'educació catòlica; creat cardenal prevere de Santa Sabina; mort el 15 de gener de 1994
- Patrick Aloysius O'Boyle, arquebisbe de Washington (Estats Units); creat cardenal prevere (pro illa vice) de San Nicola in Carcere; mort el 10 d'agost de 1987;
- Egidio Vagnozzi, arquebisbe titular de Mira, delegat apostòlic als Estats Units d'America; creat cardenal diaca de San Giuseppe in Via Trionfale; mort el 26 de desembre de 1980;
- Maximilien de Fürstenberg, arquebisbe titular de Palto, nunci apostòlic a Portugal; creat cardenal prevere (pro illa vice) del Sacro Cuore di Gesù a Castro Pretorio; mort el 22 de setembre de 1988;
- Antonio Samorè, arquebisbe titular de Tirnovo, secretari de la S.C. pels Afers Eclesiàstics Extraordinaris; cardenal prevere de Santa Maria sopra Minerva; mort el 3 de febrer de 1983;
- Francesco Carpino, arquebisbe de Palerm; creat cardenal prevere (pro illa vice) de Santa Maria Ausiliatrice in via Tuscolana; mort el 5 d'octubre de 1993;
- José Clemente Maurer, C.SS.R., arquebisbe de Sucre (Bolívia); creat cardenal prevere del Santissimo Redentore e Sant'Alfonso in via Merulana; mort el 27 de juny de 1990;
- Pietro Parente, arquebisbe titular de Tolemaide di Tebaide, secretari de la S.C. per la Doctrina de la Fe; cardenal prevere de San Lorenzo in Lucina; mort el 29 de desembre de 1986;
- Carlo Grano, arquebisbe titular de Tessalònica, nunci apostòlic a Itàlia; creat cardenal prevere de San Marcello; mort el 2 d'abril de 1976;
- Angelo Dell'Acqua, O.Ss.C.A., arquebisbe titular de Calcedonia, substitut de la Secretaria d'Estat; creat cardenal prevere de Santi Ambrogio e Carlo; mort el 27 d'agost de 1972;
- Dino Staffa, arquebisbe titular de Cesarea di Palestina, pro-prefecte del Suprem Tribunal de la Signatura Apostòlica; creat cardenal prevere (pro illa vice) del Sacro Cuore di Cristo Re; mort el 7 d'agost de 1977;
- Pericle Felici, arquebisbe titular de Samosata, president de la Pontifícia Commissió per la Revisió del Codi Canònic; creat cardenal diaca de Sant'Apollinare alle Terme Neroniane-Alessandrine; mort el 22 de març de 1982;
- John Joseph Krol, arquebisbe de Filadèlfia (Estats Units); creat cardenal prevere (pro illa vice) de Santa Maria della Mercede e Sant'Adriano a Villa Albani; mort el 3 de març de 1996;
- Pierre Marie Joseph Veuillot, arquebisbe de París (França); creat cardenal prevere de San Luigi dei Francesi; mort el 14 de febrer de 1968;
- John Patrick Cody, arquebisbe de Chicago (Estats Units); creat cardenal prevere de Santa Cecilia; mort el 25 d'abril de 1982;
- Corrado Ursi, arquebisbe de Nàpols (Itàlia); creat cardenal prevere de San Callisto; mort el 29 d'agost de 2003;
- Alfred Bengsch, arquebisbe-bisbe de Berlín (Alemanya); creat cardenal prevere (pro illa vice) de San Filippo Neri in Eurosia; mort el 13 de desembre de 1979;
- Justinus Darmojuwono, arquebisbe de Semarang (Indonèsia); creat cardenal prevere (pro illa vice) dei Santissimi Nomi di Gesù e Maria in Via Lata; mort el 3 de febrer de 1994;
- Karol Jozef Wojtyła, arquebisbe de Cracòvia (Polònia); creat cardenal prevere (pro illa vice) de San Cesareo in Palatio; posteriorment elegit papa amb el nom de Joan Pau II el 16 d'octubre de 1978; mort el 2 d'abril de 2005; beatificat l'1 de maig de 2011; canonizat el 27 d'abril de 2014;
- Michele Pellegrino, arquebisbe de Torí (Itàlia); creat cardenal prevere (pro illa vice) del Santissimo Nome di Gesù; mort el 10 d'octubre de 1986;
- Alexandre-Charles-Albert-Joseph Renard, arquebisbe de Lió (França); creat cardenal prevere (pro illa vice) de San Francesco di Paola ai Monti; mort l'8 d'octubre de 1983;
- Francis John Brennan, arquebisbe titular de Tubune di Mauritania, degà de la Sacra Romana Rota; creat cardenal diaca de Sant'Eustachio; mort el 2 de juliol de 1968;
- Benno Walter Gut, O.S.B.; arquebisbe titular de Tuccabora, abat general del seu Orde; creat cardenal diaca de San Giorgio in Velabro; mort el 8 de desembre de 1970.

## 28 d'abril de 1969
El 28 d'abril de 1969, durant el seu tercer consistori, papa Pau VI creà trenta-quatre cardenals, dels quals un reservat in pectore, Štěpán Trochta.
El Papa volia crear cardenal un altre prelat, Iuliu Hossu, eparca d'Cluj-Gherla dels Rumanesos (Romania); que hauria estat reservat in pectore en aquest consistori; però motí abans de poder ser publicat, el 28 de maig de 1970; però no obstant, Pau VI decidí comunicar a procedir a la seva publicació pòstuma al següent consistori del 5 de març de 1973.
- Paul Yü Pin, arquebisbe de Nanquín (Rep. Popular Xinesa); creat cardenal prevere de Gesù Divin Lavoratore; mort el 16 d'agost de 1978;
- Alfredo Vicente Scherer, arquebisbe de Porto Alegre (Brasil); creat cardenal prevere de Nostra Signora de La Salette; mort el 9 de març de 1996;
- Julio Rosales y Ras, arquebisbe de Cebu (Filipines); creat cardenal prevere del Sacro Cuore di Gesù agonizzante a Vitinia; mort el 2 de juny de 1983;
- Gordon Joseph Gray, arquebisbe de Saint Andrews i Edimburg (Escòcia); creat cardenal prevere de Santa Chiara a Vigna Clara; mort el 19 de juliol de 1993;
- Peter Thomas McKeefry, arquebisbe de Wellington (Nova Zelanda); creat cardenal prevere de l'Immacolata al Tiburtino; mort el 18 de novembre de 1973;
- Miguel Darío Miranda y Gómez, arquebisbe de Ciutat de Mèxic (Mexic); creat cardenal prevere de Nostra Signora di Guadalupe a Monte Mario; mort el 15 de març de 1986;
- Joseph Parecattil, arquebisbe majore d'Ernakulam-Angamaly dels Siro-Malabaresos (Índia); cardenal prevere de Santa Maria "Regina Pacis" a Monte Verde; morto il 20 de febrer de 1987;
- John Francis Dearden, arquebisbe de Detroit (Estats Units); creat cardenal prevere de San Pio X alla Balduina; mort l'1 d'agost de 1988;
- François Marty, arquebisbe de París (França); creat cardenal prevere de San Luigi dei Francesi; mort el 16 de febrer de 1994;
- Jérôme Louis Rakotomalala, arquebisbe d'Antananarivo (Madagascar); creat cardenal prevere de Santa Maria Consolatrice al Tiburtino; mort l'1 de novembre de 1975;
- George Bernard Flahiff, C.S.B., arquebisbe de Winnipeg (Canadà); creat cardenal prevere de Santa Maria de la Salute a Primavalle; mort el 22 d'agost de 1989;
- Paul Joseph Marie Gouyon, arquebisbe de Rennes (França); creat cardenal prevere de la Natività di Nostro Signore Gesù Cristo a Via Gallia; mort el 26 de setembre de 2000;
- Mario Casariego y Acevedo, C.R.S., arquebisbe de Guatemala (Guatemala); creat cardenal prevere (pro illa vice) de Santa Maria in Aquiro; mort el 15 de juny de 1983;
- Vicent Enrique i Tarancón, arquebisbe de Toledo (Espanya); creat cardenal prevere de San Giovanni Crisostomo a Monte Sacro Alto; mort el 28 de novembre de 1994;
- Joseph-Albert Malula, arquebisbe de Kinshasa (Zaire); creat cardenal prevere dei Santi Protomartiri a Via Aurelia Antica; mort el 14 de juny de 1989;
- Pablo Muñoz Vega, S.J., arquebisbe de Quito (Equador); creat cardenal prevere de San Roberto Bellarmino; mort el 3 de juny de 1994;
- Antonio Poma, arquebisbe de Bolonya (Itàlia); creat cardenal prevere de San Luca a Via Prenestina; mort el 24 de setembre de 1985;
- John Joseph Carberry, arquebisbe de Saint Louis (Estats Units); creat cardenal prevere de San Giovanni Battista de' Rossi; mort el 17 de juny de 1998;
- Terence James Cooke, arquebisbe de Nova York (Estats Units); creat cardenal prevere de Santi Giovanni e Paolo; mort el 6 d'octubre de 1983;
- Stephen Kim Sou-hwan, arquebisbe de Seül (Corea del Sud); creat cardenal prevere de San Felice da Cantalice a Centocelle; mort el 16 de febrer de 2009;
- Arturo Tabera Araoz, C.M.F., arquebisbe de Pamplona i Tudela (Espanya); creat cardenal prevere de San Pietro in Montorio; mort el 13 de juny de 1975;
- Eugênio de Araújo Sales, arquebisbe de San Salvador de Bahia (Brasil); creat cardenal prevere de San Gregorio VII; mort el 9 de juliol de 2012;
- Joseph Höffner, arquebisbe de Colònia (República Federal Alemanya); creat cardenal prevere de Sant'Andrea de la Valle; mort el 16 d'octubre de 1987;
- John Joseph Wright, bisbe emèrit de Pittsburgh, prefecte de la S.C. per al Clergat; creat cardenal prevere de Gesù Divin Maestro alla Pineta Sacchetti; mort el 10 d'agost de 1979;
- Paolo Bertoli, arquebisbe titular de Nicomedia, nunci apostòlic a França; creat cardenal diaca de San Girolamo de la Carità; mort l'8 de novembre de 2001;
- Sebastiano Baggio, arquebisbe titular de Efes, nunci apostòlic a Brasil; creat cardenal diaca de Santi Angeli Custodi a Città Giardino; mort el 21 de març de 1993;
- Silvio Oddi, arquebisbe titular de Mesembria, nunci apostòlic a Bèlgica; creat cardenal diaca di Sant'Agata dei Goti; mort el 29 de juny de 2001;
- Giuseppe Paupini, arquebisbe titular de Sebastopoli d'Abasgia, nunci apostòlic a Colòmbia; creat cardenal diaca d'Ognissanti in Via Appia Nuova; mort el 18 de juliol de 1992;
- Giacomo Violardo, arquebisbe titular de Satafi, secretari de la S.C. per la Disciplina dels Sacraments; creat cardenal diaca de Sant'Eustachio; mort el 17 de març de 1978;
- Johannes Willebrands, bisbe titular de Mauriana, president del Secretari per la Unitat dels cristians; creat cardenal diaca de Santi Cosma e Damiano; mort el 2 d'agost de 2006;
- Mario Nasalli Rocca di Corneliano, arquebisbe titular d'Anzio, prefecte de la Casa Pontifícia; creat cardenal diaca de San Giovanni Battista Decollato; mort el 9 de novembre de 1988;
- Sergio Guerri, arquebisbe titular de Trevi, pro-president de la Comissió Pontifícia per l'Estat de la Ciutat del Vaticà; creat cardenal diaca del Santissimo Nome di Maria al Foro Traiano; mort el 15 de març de 1992;
- Jean-Guenolé-Marie Daniélou, S.J., arquebisbe titular de Taormina, oficial de la Cúria Romana; creat cardenal diaca de San Saba; mort el 20 de maig de 1974;
- Štěpán Trochta, S.D.B., bisbe de Litoměřice (Txecoslovàquia); creat cardenal prevere de San Giovanni Bosco in Via Tuscolana (reservat in pectore, publicat al consistori successiu del 5 de març de 1973); mort el 6 d'abril de 1974.

## 5 de març de 1973
El 5 de març de 1973, al seu quart consistori, el papa Pau VI creà trenta cardenals, el primer dels quals acabaria sent el seu immediat successor a la Càtedra de Pere, amb el nom de Joan Pau I.

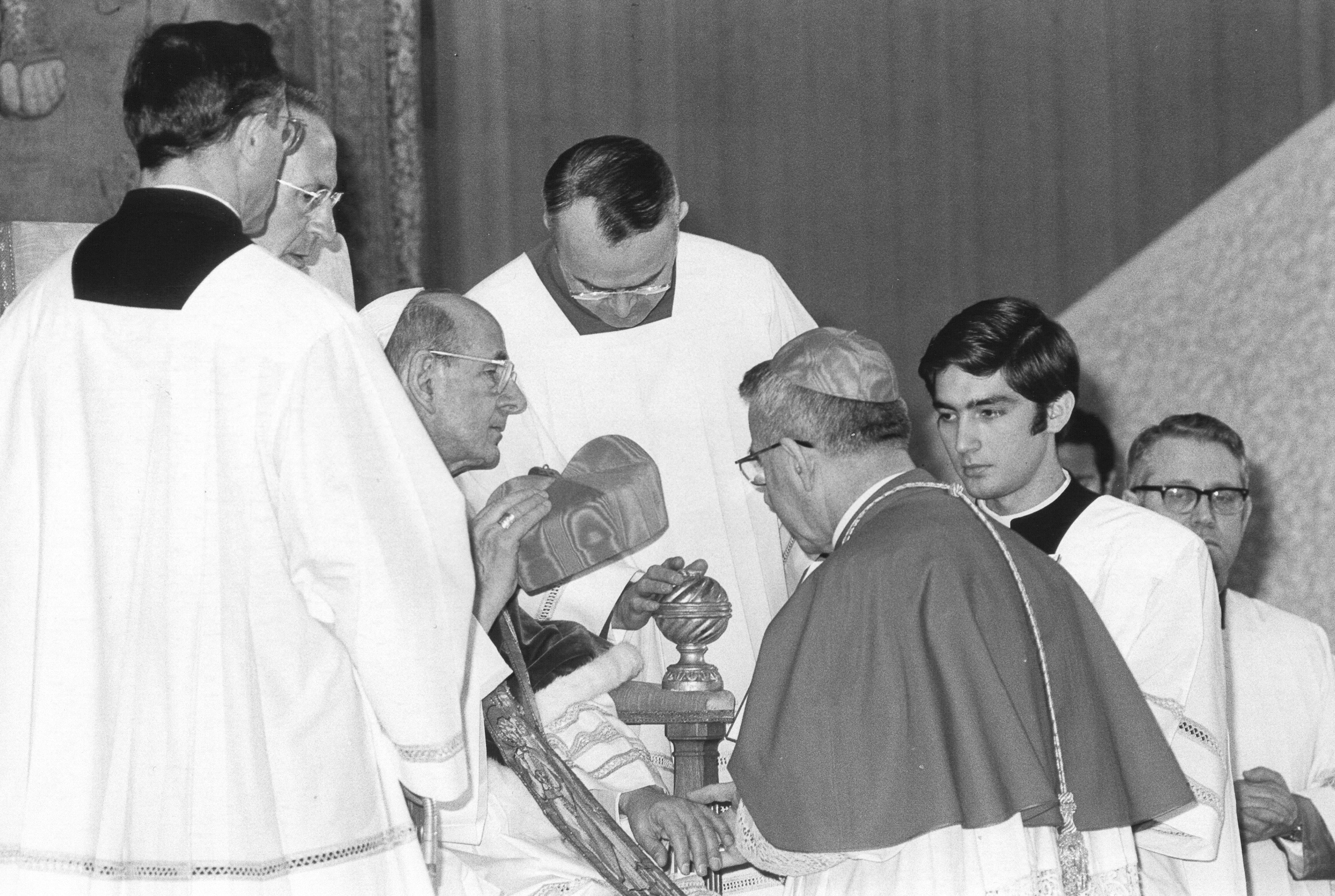
Pau VI imposa el birrett cardenalici a Albino Luciani

- Albino Luciani, patriarca de Venècia (Itàlia); creat cardenal prevere de San Marco; posteriorment elegit papa Joan Pau I el 26 d'agost de 1978; mort el 28 de setembre de 1978;
- António Ribeiro, patriarca de Lisboa (Portugal); creat cardenal prevere de Sant'Antonio da Padova in Via Merulana; mort el 24 de març de 1998;
- Sergio Pignedoli, arquebisbe titular d'Iconio, secretari de la Congregació per a l'Evangelització dels Pobles; creat cardenal diaca de San Giorgio in Velabro; mort el 15 de juny de 1980;
- James Robert Knox, arquebisbe de Melbourne (Austràlia); creat cardenal prevere de Santa Maria in Vallicella; mort el 26 de juny de 1983;
- Luigi Raimondi, arquebisbe titular de Tars, delegat apostòlic als Estats Units; creat cardenal diaca dei Santi Biagio e Carlo ai Catinari; mort el 24 de juny de 1975;
- Umberto Mozzoni, arquebisbe titular de Side, nunci apostòlic a Brasil; creat cardenal diaca di Sant'Eugenio; mort el 7 de novembre de 1983;
- Avelar Brandão Vilela, arquebisbe de San Salvador de Bahia (Brasil); cardenal prevere dei Santi Bonifacio e Alessio; mort el 19 de desembre de 1986;
- Joseph Marie Anthony Cordeiro, arquebisbe de Karachi (Pakistàn); creat cardenal prevere de Sant'Andrea delle Fratte; mort l'11 de febrer de 1994;
- Aníbal Muñoz Duque, arquebisbe de Bogotà (Colòmbia); creat cardenal prevere de San Bartolomeo all'Isola; mort el 15 de gener de 1987;
- Bolesław Kominek, arquebisbe de Breslau (Polònia); creat cardenal prevere de Santa Croce in Via Flaminia; mort el 10 de març de 1974;
- Paul-Pierre Philippe, O.P., arquebisbe titular d'Eracleopoli Maggiore, secretari de la Congregació de la doctrina de la Fe; creat cardenal diaca de San Pio V a Villa Carpegna; mort el 9 d'abril de 1984;
- Pietro Palazzini, arquebisbe titular de Cesarea de Cappadòcia, secretari de la Congregació per al Clergat; creat cardenal diaca di San Pier Damiani ai Monti di San Paolo; mort l'11 d'octubre de 2000;
- Luis Aponte Martínez, arquebisbe de San Juan (Puerto Rico); creat cardenal prevere de Santa Maria Madre della Provvidenza a Monte Verde; mort el 10 d'abril de 2012;
- Raúl Primatesta, arquebisbe de Córdoba (Argentina); creat cardenal prevere de la Beata Vergine Maria Addolorata a Piazza Buenos Aires; mort l'1 de maig de 2006;
- Salvatore Pappalardo, arquebisbe de Palerm (Itàlia); creat cardenal prevere (pro hac vice) di Santa Maria Odigitria dei Siciliani; mort el 10 de desembre de 2006;
- Ferdinando Giuseppe Antonelli, O.F.M., arquebisbe titular d'Idicra, secretari de la Congregació per a les Causes dels Sants; creat cardenal diaca de San Sebastiano al Palatino; mort el 12 de juliol de 1993;
- Marcelo González Martín, arquebisbe de Toledo (Espanya); creat cardenal prevere de Sant'Agostino; mort el 25 d'agost de 2004;
- Louis-Jean-Frédéric Guyot, arquebisbe de Tolosa (França); creat cardenal prevere di Sant'Agnese fuori le mura; mort l'1 d'agost de 1988;
- Ugo Poletti, arquebisbe titular de Cittanova, pro-vicari general de Sa Santedat pel bisbat de Roma; cardenal prevere de Santi Ambrogio e Carlo; mort el 25 de febrer de 1997;
- Timothy Manning, arquebisbe de Los Angeles (Estats Units); creat cardenal prevere di Santa Lucia a Piazza d'Armi; mort el 23 de juny de 1989;
- Paul Yoshigoro Taguchi, arquebisbe d'Osaka (Japó); creat cardenal prevere de Santa Maria in Via; mort el 23 de febrer de 1978;
- Maurice Michael Otunga, arquebisbe de Nairobi (Kenia); creat cardenal prevere de San Gregorio Barbarigo alle Tre Fontane; mort el 6 de setembre de 2003;
- José Salazar López, arquebisbe de Guadalajara (Mèxic); creat cardenal prevere de Santa Emerenziana a Tor Fiorenza; mort el 9 de juliol de 1991;
- Emile Biayenda, arquebisbe de Brazzaville (Rep. Congo); creat cardenal prevere de San Marco in Agro Laurentino; mort el 23 de març de 1977;
- Humberto Sousa Medeiros, arquebisbe de Boston (Estats Units); creat cardenal prevere de Santa Susanna; mort el 17 de setembre de 1983;
- Paulo Evaristo Arns, O.F.M., arquebisbe de Sao Paulo (Brasil); creat cardenal prevere de Sant'Antonio da Padova in via Tuscolana; Cardenal protoprevere de la Santa Església Romana ;
- James Darcy Freeman, arquebisbe de Sydney (Austràlia); creat cardenal prevere de Santa Maria "Regina Pacis" in Ostia mare; mort el 16 de març de 1991;
- Narcís Jubany i Arnau, arquebisbe de Barcelona (Catalunya); creat cardenal prevere de San Lorenzo in Damaso; mort el 26 de desembre de 1996;
- Hermann Volk, bisbe de Magúncia (Rep. Federal Alemanya); creat cardenal prevere de Santi Fabiano e Venanzio a Villa Fiorelli; mort l'1 de juliol de 1988;
- Pio Taofinu'u, S.M., bisbe de Apia (Samoa); creat cardenal prevere de Sant'Onofrio; mort el 19 de gener de 2006.

## 24 de maig de 1976
El 24 de maig de 1976, durant el seu cinquè consistori, el papa Pau VI creà vint-i-un nous cardenals:
- Octavio Antonio Beras Rojas, arquebisbe de Santo Domingo (Rep. Dominicana); creat cardenal prevere de San Sisto; mort el 1 de desembre de 1990;
- Opilio Rossi, arquebisbe titular d'Ancira, nunci apostòlic a Àustria; creat cardenal diaca de Santa Maria Liberatrice a Monte Testaccio; mort el 9 de febrer de 2004;
- Giuseppe Maria Sensi, arquebisbe titular de Sardi, nunci apostòlic a Portugal; creat cardenal diaca de Santi Biagio e Carlo ai Catinari; mort el 26 de juliol de 2001;
- Juan Carlos Aramburu, arquebisbe de Buenos Aires (Argentina); creat cardenal prevere de San Giovanni Battista dei Fiorentini; mort el 18 de novembre de 2004;
- Corrado Bafile, arquebisbe titular de Antiochia di Pisidia, prefecte de la S.C. per a la Causa dels Sants; cardenal diaca de Santa Maria in Portico Campitelli; mort el 3 de febrer de 2005;
- Hyacinthe Thiandoum, arquebisbe de Dakar (Senegal); creat cardenal prevere de Santa Maria del Popolo; mort el 18 de maig de 2004;
- Emmanuel Kiwanuka Nsubuga, arquebisbe de Kampala (Uganda); creat cardenal prevere de Santa Maria Nuova; mort el 20 d'abril de 1991;
- Joseph Schröffer, arquebisbe titular de Volturno, secretari de la S.C. per a l'Educació Catòlica; creat cardenal diaca de San Saba; mort el 7 de setembre de 1983;
- Lawrence Trevor Picachy, S.J., arquebisbe de Calcuta (Índia); creat cardenal prevere del Sacro Cuore di Maria; mort el 29 de novembre de 1992;
- Jaime Lachica Sin, arquebisbe de Manila (Filipines); creat cardenal prevere de Santa Maria ai Monti; mort el 21 de juny de 2005;
- William Wakefield Baum, arquebisbe de Washington (Estats Units); creat cardenal prevere de Santa Croce in Via Flaminia; mort el 23 de juliol de 2015;
- Aloísio Leo Arlindo Lorscheider, O.F.M., arquebisbe de Fortaleza (Brasil); creat cardenal prevere de San Pietro in Montorio; mort el 23 de desembre de 2007;
- Reginald John Delargey, arquebisbe de Wellington (Nova Zelanda); creat cardenal prevere de la Immacolata al Tiburtino; mort el 29 de gener de 1979;
- Eduardo Francisco Pironio, arquebisbe titular de Tiges, pro-prefecte de la S.C. pels Instituts Religiosos i Seculars; cardenal diaca de Santi Cosma e Damiano; mort el 5 de febrer de 1998;
- László Lékai, arquebisbe d'Esztergom (Hongria); creat cardenal prevere de Santa Teresa al Corso d'Itàlia; mort el 30 de juny de 1986;
- Basil Hume, O.S.B., arquebisbe de Westminster (Anglaterra); creat cardenal prevere de San Silvestro in Capite; mort el 17 de juny de 1999;
- Victor Razafimahatratra, S.J., arquebisbe d'Antananarivo (Madagascar); creat cardenal prevere de Santa Croce in Gerusalemme; mort el 6 d'octubre de 1993;
- František Tomášek, bisbe titular de Buto, administrador apostòlic de Praga (Txecoslovàquia); cardenal prevere de Santi Vitale, Valeria, Gervasio e Protasio (reservat in pectore, publicat en el següent consistori del 27 de juny de 1977); mort el 4 d'agost de 1992;
- Dominic Ignatius Ekandem, bisbe de Ikot Ekpene (Nigèria); creat cardenal prevere de San Marcello; mort el 24 de novembre de 1995;
- Joseph Marie Trinh-nhu-Khuê, arquebisbe de Hanoi (Vietnam); creat cardenal prevere (pro hac vice) de San Francesco di Paola ai Monti; mort el 27 de novembre de 1978;
- Bolesław Filipiak, bisbe titular de Plestia, degà de la Sacra Rota Romana; creat cardenal diaca de San Giovanni Bosco in via Tuscolana; mort el 14 d'octubre de 1978.

## 27 de juny de 1977

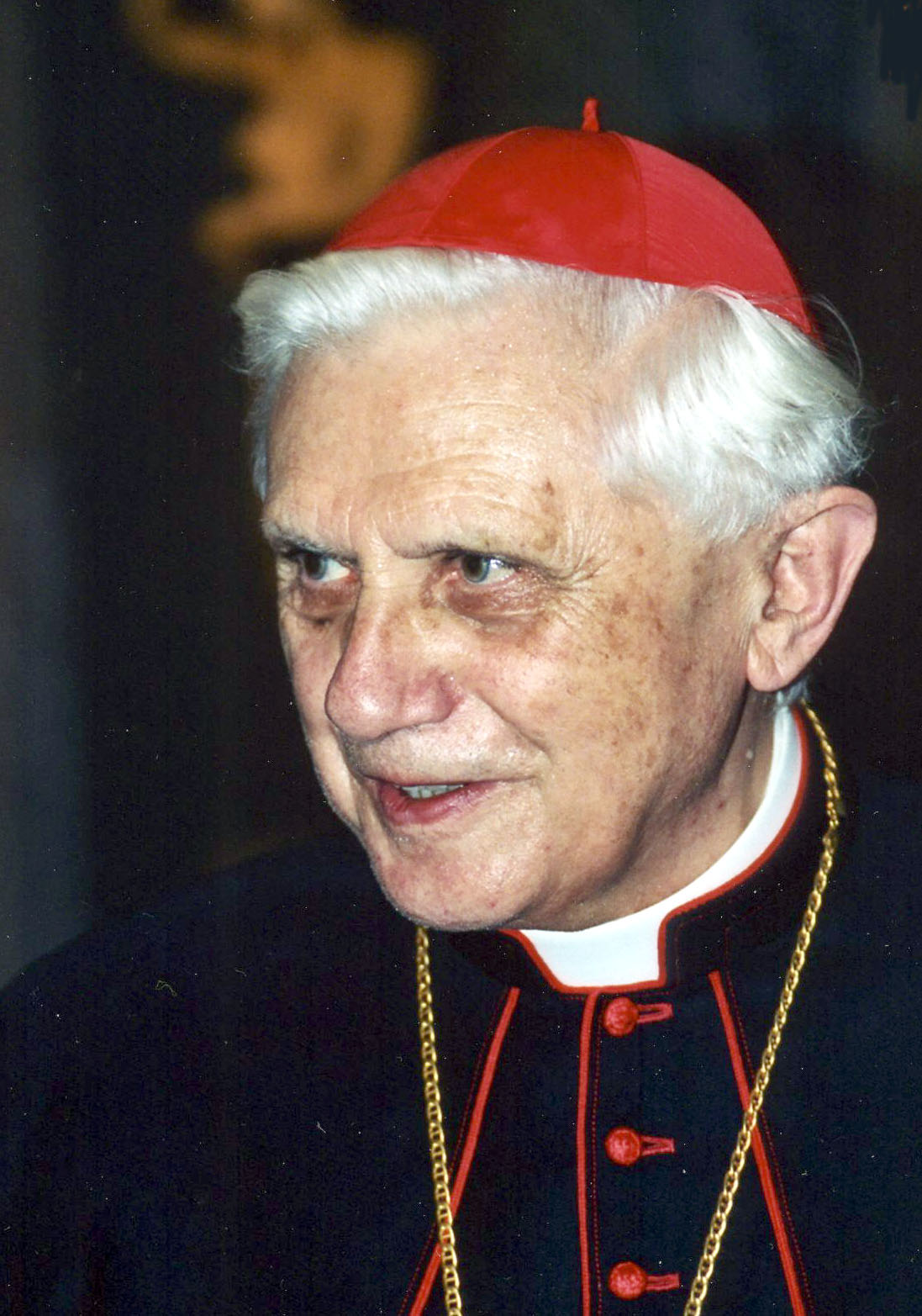
El cardenal Joseph Ratzinger, futur Papa Benet XVI

El 27 de juny de 1977, en el seu sisè consistori, el papa Pau VI creà quatre nous cardenals, entre els quals es trobava el futur pontífex Benet XVI.
- Giovanni Benelli, arquebisbe de Florència (Itàlia); creat cardenal prevere de Santa Prisca; mort el 26 d'octubre de 1982;
- Bernardin Gantin, arquebisbe emèrit de Cotonou, pro-president de la Pontifícia Commissió Iustitia et Pax; creat cardenal diaca del Sacro Cuore di Cristo Re; mort el 13 de maig de 2008;
- Joseph Ratzinger, arquebisbe de Munic i Freising (Rep. Federal Alemanya); creat cardenal prevere de Santa Maria Consolatrice al Tiburtino; posteriorment seria elegit papa amb el nom de Benet XVI el 19 d'abril de 2005; dimitint de tal càrrec el 28 de febrer de 2013;
- Mario Luigi Ciappi, O.P., bisbe titular de Miseno, teòleg de la Casa Pontifícia; creat cardenal diaca de Nostra Signora del Sacro Cuore; mort el 23 d'abril de 1996.